# HTC 7 Pro
De HTC 7 Pro of HTC Arrive is een smartphone van het bedrijf HTC waarop oorspronkelijk het Windows Phone 7 (WP7) draait. Later heeft het toestel de update gekregen naar Windows Phone 7.5 oftewel Mango.
De voorkant van het toestel bestaat uit de drie WP7-knoppen: een terugknop, een startknop en een knop met de zoekfunctie, deze knoppen zijn aanraakgevoelig. De 7 Pro heeft een lcd-scherm van 4,3 inch met een resolutie van 480 x 800 pixels. Het toestel beschikt naast over touchscreen ook over een uitschuifbaar qwertytoetsenbord. Verder beschikt het toestel over een 5 megapixelcamera met dual-led-flitser.